# TSR Cmentarna
TSR Cmentarna – telewizyjna stacja retransmisyjna z wieżą o wysokości 44 m, znajdująca się w Raciborzu, przy ul. Cmentarnej. Właścicielem obiektu jest EmiTel sp. z o.o. Maszt znajduje się przy cmentarzu Jeruzalem, został uruchomiony 19 stycznia 1974 roku.
19 marca 2013 roku została zakończona emisja programów telewizji analogowej. Tego samego dnia rozpoczęto nadawanie sygnału trzeciego multipleksu w ramach naziemnej telewizji cyfrowej. 

## Transmitowane programy

### Programy telewizyjne - cyfrowe
| Skład multipleksu                                                                                | Częstotliwość | Kanał | Moc promieniowana nadajnika | Polaryzacja | Kompresja wizji |
| ------------------------------------------------------------------------------------------------ | ------------- | ----- | --------------------------- | ----------- | --------------- |
| MUX 3 - TVP1 HD - TVP2 HD - TVP3 Katowice - TVP Kultura - TVP Historia - TVP Rozrywka - TVP Info | 634,00 MHz    | 41    | 0,026 kW                    | pozioma     | MPEG-4          |

### Programy radiowe
| LP | Program                | Częstotliwość | Moc nadajnika |
| -- | ---------------------- | ------------- | ------------- |
| 1  | Polskie Radio Katowice | 97,0 MHz      | 1 kW          |

## Nienadawane analogowe programy telewizyjne
| LP | Program               | Właściciel            | Częstotliwość | Kanał | Moc nadajnika | Polaryzacja |
| -- | --------------------- | --------------------- | ------------- | ----- | ------------- | ----------- |
| 1  | TVP Info/TVP Katowice | Telewizja Polska S.A. | 695,25 MHz    | 49    | 0,1 kW        | pozioma     |

Programy telewizji analogowej wyłączone 19 marca 2013 roku.